# Karabach (gebied)

Locatie van Karabach

In bruin de Republiek Nagorno Karabach (grenzen 1994-2020). De zwarte lijn is de NKAO.

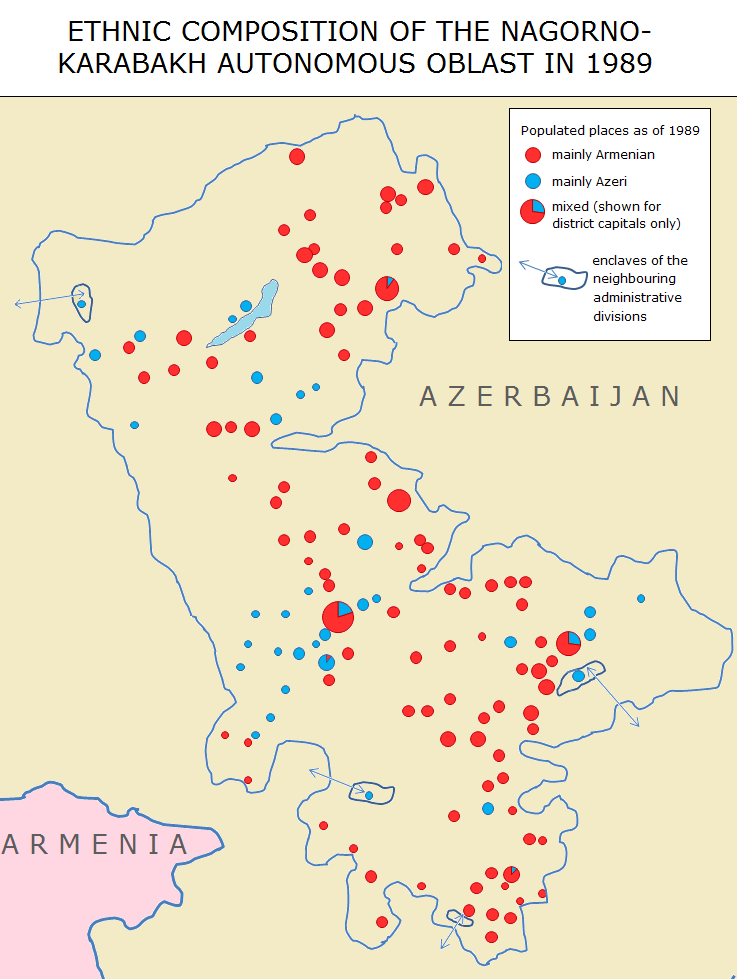
Etnische kaart van Nagorno-Karabach (1989). Voor de grotere plaatsen is de verhouding tussen de bevolkingsgroepen weergegeven. De kleinere plaatsen hebben de kleur van de grotere bevolkingsgroep.

Karabach (Azerbeidzjaans: Qarabağ; Armeens: Ղարաբաղ) is een geografische en historische regio gelegen in het westen van Azerbeidzjan en het zuidoosten van Armenië, die zich uitstrekt van de hooglanden van de Kleine Kaukasus naar de laaglanden tussen de Koera en de Aras. Het is van west naar oost onderverdeeld in drie regio's: Sjoenik, Nagorno-Karabach (of Opper Karabach) en het laagland van Karabach (de zuidelijke Koera-steppes). Nagorno-Karabach is overwegend bergachtig en bebost en beslaat het zuidoostelijke bereik van de bergen van de Kleine Kaukasus. 
Van oudsher had de regio een gemengde bevolking van zowel Armeniërs, Azerbeidzjanen als Koerden. Door de Russische overheersing sinds de eerste helft van de 19e eeuw kwam er ook een kleine Russische minderheid. Tijdens de Sovjet-Unie bestond in het gebied de grotendeels Armeens bevolkte Nagorno-Karabachse Autonome Oblast (NKAO), een autonome oblast binnen de Azerbeidzjaanse sovjetrepubliek.
Als gevolg van de eerste oorlog in Nagorno-Karabach (1988-1994) werd het gebied van deze oblast en omringende delen gecontroleerd door de internationaal niet-erkende Republiek Nagorno-Karabach (ook bekend als de Republiek Artsach). Sinds het einde van de oorlog in 1994 voerden vertegenwoordigers van de regeringen van Armenië en Azerbeidzjan vredesbesprekingen met bemiddeling van de Minsk-groep van de OVSE over de betwiste status van de regio. 
Op 27 september 2020 brak een nieuwe oorlog uit in Nagorno-Karabach. Azerbeidzjan heroverde het grootste deel van de bezette gebieden rond de voormalige autonome oblast en delen van de voormalige oblast zelf, inclusief de cultureel belangrijke stad Şuşa. De oorlog eindigde op 10 november 2020, toen een trilaterale wapenstilstand werd ondertekend tussen Azerbeidzjan, Armenië en bemiddelaar Rusland, waardoor de republiek Nagorno-Karabach gedwongen werd naast het in dit conflict verloren terrein alle resterende, eerder gecontroleerde gebieden rond de voormalige autonome oblast terug te geven.
In september 2023 viel Azerbeidzjan de resterende gebieden van Nagorno-Karabach aan. Na 24 uur vechten capituleerden de Karabachse autoriteiten. De lokale Armeense bevolking ontvluchtte het gebied massaal en Azerbeidzjaanse troepen kregen het gehele gebied onder controle.